# Мйончин (Мазовецьке воєводство)
Мйончин (пол. Miączyn) — село в Польщі, у гміні Червінськ-над-Віслою Плонського повіту Мазовецького воєводства.
Населення — 192 особи (2011).
У 1975-1998 роках село належало до Плоцького воєводства.

## Демографія
Демографічна структура станом на 31 березня 2011 року:
|          | Загалом | Допрацездатний вік | Працездатний вік | Постпрацездатний вік |
| -------- | ------- | ------------------ | ---------------- | -------------------- |
| Чоловіки | 96      | 21                 | 60               | 15                   |
| Жінки    | 96      | 14                 | 60               | 22                   |
| Разом    | 192     | 35                 | 120              | 37                   |